# Les McKeand
Les McKeand (Leslie Alexander Harcombe McKeand; * 17. September 1924 in Kyogle; † 11. November 1950 in Denman, New South Wales) war ein australischer Dreispringer und Speerwerfer.
1948 wurde er bei den Olympischen Spielen in London Siebter im Dreisprung.
Bei den British Empire Games 1950 in Auckland gewann er Silber im Dreisprung und wurde Siebter im Speerwurf.
1950 wurde er mit seiner persönlichen Bestweite von 15,35 m Australischer Meister im Dreisprung und holte außerdem den nationalen Titel im Speerwurf.
Er starb bei einem Autounfall.